# Yiannis Narlidis
Ioannis Yiannis Narlidis (ur. 1 lutego 1993) – kanadyjski zapaśnik walczący w stylu klasycznym. Zajął 27. miejsce na mistrzostwach świata w 2021. Brązowy medalista mistrzostw panamerykańskich w 2014 roku.